# 布霍奇鄉
46°34′N 27°01′E / 46.567°N 27.017°E
布霍奇鄉（羅馬尼亞語：Comuna Buhoci, Bacău），是羅馬尼亞的鄉份，位於該國東北部，由巴克烏縣負責管轄，面積51平方公里，海拔高度161米，2007年人口4,994，人口密度每平方公里99人。